# Крофт, Иоан
Иоан Крофт (англ. Ioan Croft; род. 30 ноября 2001, Кримыч, Пембрукшир, Уэльс, Великобритания) — валлийский боксёр-любитель, выступающий в полусредней весовой категории. Член национальной сборной Уэльса, бронзовый призёр чемпионата Европы (2022), чемпион Игр Содружества (2022), серебряный призёр чемпионата Европы среди молодёжи до 22 лет (2022), чемпион Уэльса в любителях.

## Биография
Родился 30 ноября 2001 года в селении Кримыч, в Пембрукшире, в Уэльсе, в Великобритании.
У него есть брат-близнец Гаран Крофт, — который также является боксёром-любителем.

## Любительская карьера
В марте 2022 года он стал серебряным призёром чемпионата Европы среди молодёжи до 22 лет в Порече (Хорватия), в весе до 67 кг, в финале проиграв датскому боксёру Николаю Тертеряну.
В мае 2022 года стал бронзовым призёром взрослого чемпионата Европы в Ереване (Армения), в весе до 67 кг. Где он в четвертьфинале по очкам (3:2) раздельным решением судей победил немца Дениеля Кроттера, но затем в полуфинале по очкам (0:5) единогласным решением судей проиграл опытному грузину Лаше Гурули, — который в итоге стал серебряным призёром чемпионата Европы 2022 года.
В начале августа 2022 года стал чемпионом Игр Содружества в Бирмингеме (Великобритания), в весе до 67 кг, где он в 1/8 финала соревнований по очкам (5:0) единогласным решением судей победил опытного боксёра с острова Маврикий Джорди Вадамутоо, затем в четвертьфинале досрочно техническим нокаутом во 2-м раунде победил боксёра из Малави Лувиса Мбеве, в полуфинале по очкам (4:1) решением большинства судей победил шотландца Тайлера Джолли, и в финале по очкам (5:0) единогласным решением судей победил боксёра из Замбии Стефена Зимба.